# Pohár Intertoto 2008

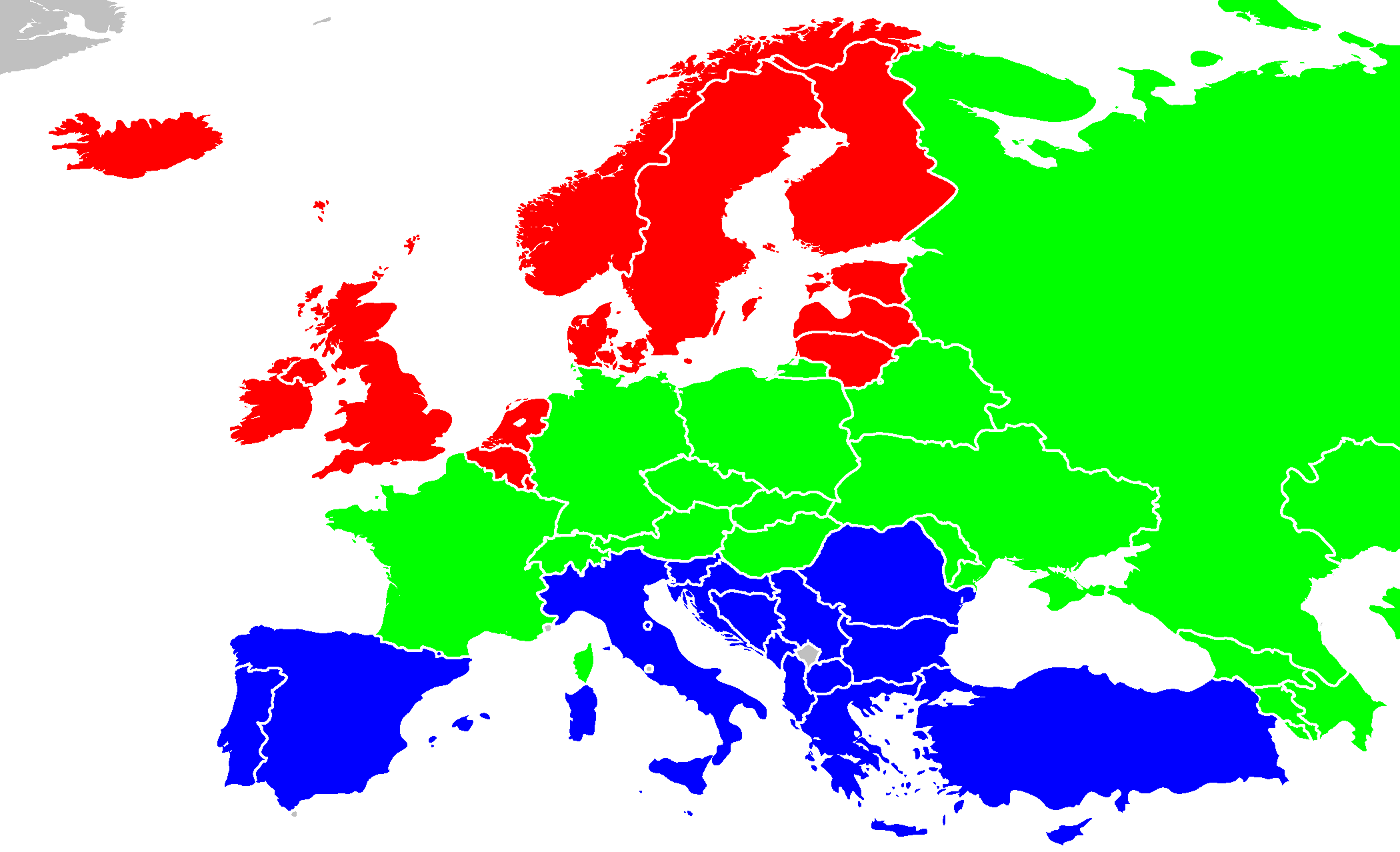
Barevné rozdělení podle evropských regionů

Pohár Intertoto, respektive jeho ročník 2008 byl taktéž posledním vůbec. UEFA přijala nový systém soutěží, který platí od sezony 2009/2010, ve kterém se s Pohárem Intertoto nepočítá. Tento ročník byl rovněž třetí od reformy soutěže. Opět se hrála tři kola systémem dvou zápasů. Nejlepších jedenáct z padesáti účastníků postoupilo do 2. předkola Poháru UEFA. Losování ročníku proběhlo 21. dubna ve švýcarském Nyonu. Českou republiku reprezentoval v tomto ročníku 5. tým ligové tabulky - FK Teplice.

## Účastnící se kluby

### 1. kolo
28 týmů ze zemí od 23. místa žebříčku zemí UEFA, vyjma týmů z Lichtenštejnska, San Marina a Andorry, nebo Albánie.
| Severoevropský region | Středoevropský region | Středomořský region |
| --- | --- | --- |
| - IF Elfsborg - FK Rīga - FK Ekranas - TPS Turku - Bohemian FC - Fylkir - Narva Trans - Lisburn Distillery - FC Rhyl - Havnar Bóltfelag | - Cracovia Krakov - Honvéd Budapešť - FC Nitra - FC Tiraspol - FC Lokomotivi Tbilisi - Šachťor Soligorsk - MIKA Jerevan - Neftči Baku - FK Žetisu - Etzella Ettelbruck | - HNK Rijeka - Ethnikos Achnas - ND Gorica - NK Čelik Zenica - FK Renova - KS Besa Kavajë - Hibernians FC - FK Grbalj Radonoviči |

### 2. kolo
14 týmů z 1. kola a 14 týmů ze zemí z 9. až 22. místa žebříčku zemí UEFA
| Severoevropský region                     | Středoevropský region                                                                                       | Středomořský region                                                                                    |
| ----------------------------------------- | --- | --- |
| - Hibernian FC - Rosenborg BK - Odense BK | - FK Saturn Moskevská oblast - SC Tavarija Simferopol - KFC Germinal Beerschot - FK Teplice - SK Sturm Graz | - Sivasspor - Panionios Athény - Černomorec Burgas - Grasshoppers Zürich - Bnei Sakhnin - OFK Bělehrad |

### 3. kolo
14 týmů z 2. kola a 8 týmů z prvních osmi zemí v žebříčku zemí
| Severoevropský region          | Středoevropský region                          | Středomořský region                              |
| ------------------------------ | ---------------------------------------------- | ------------------------------------------------ |
| - Aston Villa F.C. - NAC Breda | - Stade Rennais FC - VfB Stuttgart - FC Vaslui | - Deportivo de La Coruña - SSC Neapol - SC Braga |

## Rozlosování

### První kolo
První zápasy se hrály 21. a 22. června 2008 a druhé o týden později, tedy, 28. a 29. června 2008.
| 21. 6. 2008 20:30 CET |       |                       |                                     |
| Besa Kavaje           | 0 - 0 | Ethnikos Achnas       | Qemal Stafa, Tirana rozhodčí: Black |
| Bledar Mancaku 57'    |       | Elipidoforos Ilia 77' | Qemal Stafa, Tirana rozhodčí: Black |

| 28. 6. 2008 17:00 CET                           |       |                                                         |                                               |
| Ethnikos Achnas                                 | 1 - 1 | Besa Kavaje                                             | Dasaki Achnas, Famagusta rozhodčí: Nalbandyan |
| Lars Schlichting 11' Dimosthenis Manousakis 50' |       | Zekirija Ramadan 20' Artan Sakaj 69' Liridon Leci 90+1' | Dasaki Achnas, Famagusta rozhodčí: Nalbandyan |

| 21. 6. 2008 19:00 CET                                                         |       |                                                                               |                                            |
| NK Čelik Zenica                                                               | 3 - 2 | FK Grbalj                                                                     | Bilino Polje, Zenica rozhodčí: Koukoulakis |
| Mahir Karić 30' Emir Hadžić 59' (pen) Mladen Jurčević 69' Zoran Novaković 77' |       | Marko Kasalica 7' Darko Bojovic 40' Dragan Bošković 58' Darko Pavičević 90+2' | Bilino Polje, Zenica rozhodčí: Koukoulakis |

| 28. 6. 2008 17:30 CET                  |       |                 |                                 |
| FK Grbalj                              | 2 - 1 | NK Čelik Zenica | Gradski, Niksic rozhodčí: Szabo |
| Darko Pavicevic 51' Marko Kasalica 75' |       | Emir Hadžić 18' | Gradski, Niksic rozhodčí: Szabo |

| 21. 6. 2008 18:30 CET                           |       |                   |                                             |
| NK Rijeka                                       | 0 - 0 | FK Renova         | Kantrida, Rijeka rozhodčí: Hubert Siejewicz |
| Zvonimir Stanković 47' Vladimir Despotovski 62' |       | Georgi Ivanov 77' | Kantrida, Rijeka rozhodčí: Hubert Siejewicz |

| 28. 6. 2008 17:00 CET                       |       |           |                                 |
| FK Renova                                   | 2 - 0 | NK Rijeka | Gradski, Skopje rozhodčí: Evans |
| Genc Iseni 5' 46' Aleksandar Angjelovski 8' |       |           | Gradski, Skopje rozhodčí: Evans |

| 21. 6. 2008 18:00 CET                                   |       |                                                              |                                                |
| Hibernians FC                                           | 0 - 3 | ND Gorica                                                    | Hibernians Ground, Corradino rozhodčí: Hategan |
| Aaron Xuereb 34' (vl) Clayton Failla 72' Edafe Uzeh 80' |       | Goran Cvijanovič 56' Etien Velikonja 58' Sebastjan Komel 64' | Hibernians Ground, Corradino rozhodčí: Hategan |

| 28. 6. 2008 20:00 CET |       |                                           |                                            |
| ND Gorica             | 0 - 0 | Hibernians FC                             | Športni Park, Nova Gorica rozhodčí: Šmolik |
| Etien Velikonja 26'   |       | Adrian Mifsud 51' Timothy Fleri Soler 53' | Športni Park, Nova Gorica rozhodčí: Šmolik |

| 22. 6. 2008 14:30 CET                                                                 |       |                                                                                 |                                        |
| FK Žetisu                                                                             | 1 - 2 | FC Honvéd Budapešť                                                              | Žetisu, Taldykorgan rozhodčí: Svilokos |
| Dmitrij Turenko 43' Ruslan Michajlov 60' Constantin Munteanu 64' Ruslan Michajlov 73' |       | Gelér Iváncsics 47' Zoltán Herzegfalvi 66' László Bojtor 75' Laszlo Horvath 78' | Žetisu, Taldykorgan rozhodčí: Svilokos |

| 28. 6. 2008 19:00 CET                                                                                          |       |                                                                                                |                                          |
| FC Honvéd Budapešť                                                                                             | 4 - 2 | FK Žetisu                                                                                      | József Bozsik, Budapešť rozhodčí: Banari |
| Genita 26' 38' Mico Smiljaniý 45+1' Guie Gneki Abraham 53' Diego 56' Gellért Iváncsics 81' László Bojtor 90+2' |       | Vladislav Kisselev 52' Dmitrij Mamonov 64' Vladislav Kisselev 70' 74' Alexandir Krutskevič 85' | József Bozsik, Budapešť rozhodčí: Banari |

| 21. 6. 2008 16:00 CET                                       |       |                                                                  |                                          |
| FC MIKA                                                     | 2 - 2 | FC Tiraspol                                                      | Aštarak Kasach, Jerevan rozhodčí: Spasić |
| Choren Veranjan 18' Stepan Hakobjan 41' Rafael Safarjan 60' |       | Kyrylo Sydorenko 61' (pen) Stas Solodeac 67' Serghei Namasco 79' | Aštarak Kasach, Jerevan rozhodčí: Spasić |

| 28. 6. 2008 17:00 CET                                                          |       |                                    |                                       |
| FC Tiraspol                                                                    | 0 - 0 | FC MIKA                            | Šeriff, Tiraspol rozhodčí: Kalopoulos |
| Nicolai Rudac 30' Andrei Secrieru 69' Kyrylo Sydorenko 70' Anatol Cheptine 89' |       | Karen Avojan 69' Dilšod Vasiev 87' | Šeriff, Tiraspol rozhodčí: Kalopoulos |

| 21. 6. 2008 18:00 CET                                     |       |                                                         |                                                          |
| Neftči Baku                                               | 2 - 0 | FC Nitra                                                | Tofich Bachramov-Republik stadium, Baku rozhodčí: Borski |
| Rašad F. Sadygov 7' Rašad F. Sadygov 10' Rail Melikov 90' |       | Karol Karlík 34' Marek Kostolani 89' Marián Ďatko 90+2' | Tofich Bachramov-Republik stadium, Baku rozhodčí: Borski |

| 28. 6. 2008 17:00 CET                                                                         |       |                                                                            |                                            |
| FC Nitra                                                                                      | 3 - 1 | Neftči Baku                                                                | Štadión pod Zoborom, Nitra rozhodčí: Panic |
| Peter Grajciar 16' Robert Semeník 21' Adrián Čeman 46' Marek Kostolani 73' Robert Semeník 83' |       | Nazar Bajramov 21' Dmitri Kruglov 54' Jose Karlos 84' Oleh Herasjumjuk 89' | Štadión pod Zoborom, Nitra rozhodčí: Panic |

| 21. 6. 2008 18:00 CET                                                     |       |                                                               |                                   |
| Cracovia Krakov                                                           | 1 - 2 | Šachťor Soligorsk                                             | Cracovia, Kraków rozhodčí: Attard |
| Piotr Polczak 11' Kamil Witkowski 14' Pawel Nowak 25' Kamil Witkowski 29' |       | Valerij Žukouski 51' Andrej Leončik 68' Aleksandr Byčanok 72' | Cracovia, Kraków rozhodčí: Attard |

| 29. 6. 2008 16:00 CET |       | |                                         |
| Šachťor Soligorsk | 3 - 0 | Cracovia Krakov | Stroitel, Soligorsk rozhodčí: Cholmatov |
| Nikita Bukatkin 7' Vitalij Makaučyk 56' Alexej Rios 59' Siarhei Kavalčuk 71' (pen) Sergej Krot 90+2' Sergej Nikiforenko 90+3' |       | Dariusz Pawlusiński 22' Łukasz Tupalski 55' Arkadiusz Baran 60' Marcin Cabaj 70' Przemysław Kulig 81' Paweł Nowak 85' Marcin Cabaj 90+3' | Stroitel, Soligorsk rozhodčí: Cholmatov |

| 21. 6. 2008 17:00 CET              |       |                      |                                     |
| Etzella Ettelbruck                 | 0 - 0 | FC Lokomotivi        | Deich, Ettelbruck rozhodčí: Mazeika |
| Charles Leweck 73' Fons Leweck 88' |       | Vitali Daraselia 87' | Deich, Ettelbruck rozhodčí: Mazeika |

| 28. 6. 2008 17:00 CET |       | |                                               |
| FC Lokomotivi | 2 - 2 | Etzella Ettelbruck                                                                                 | Micheil Meschi, Tbilisi rozhodčí: Radovanović |
| Giorgi Barbakadze 6' Irakli Čirikašvili 28' Rati Aleksidze 30' Irakli Čirikašvili 42' Zviadi Čketiani 52' Nika Gušarašvili 60' Teimuraz Farulava 75' Zurab Batiašvili 81' |       | Claudio Da Luz 21' Gilles Engeldinger 33' Fons Leweck 81' (pen) Fons Leweck 84' Daniel Bernard 85' | Micheil Meschi, Tbilisi rozhodčí: Radovanović |

| 22. 6. 2008 16:00 CET                                                      |       |             |                                                   |
| FK Ekranas                                                                 | 1 - 0 | Narva Trans | Aukštaitijos stadionas, Panevėžys rozhodčí: Rossi |
| Vitalijus Kavaliauskas 45' Alfredas Skroblas 49' Deimantas Bicka 88' (pen) |       |             | Aukštaitijos stadionas, Panevėžys rozhodčí: Rossi |

| 28. 6. 2008 16:00 CET    |       |                                                                                     |                                         |
| Narva Trans              | 0 - 3 | FK Ekranas                                                                          | A Le Coq Arena, Tallinn rozhodčí: Osiak |
| Aleksandrs Abramenko 43' |       | Alfredas Skroblas 27' Deimantas Bicka 35' (pen) Valdas Trakys 37' Dusan Matović 79' | A Le Coq Arena, Tallinn rozhodčí: Osiak |

| 22. 6. 2008 16:00 CET                                        |       |                                                               |                                       |
| Havnar Bóltfelag                                             | 1 - 4 | IF Elfsborg                                                   | Gundadalur, Tórshavn rozhodčí: Murray |
| Christian Jacobsen 16' Vagnur Mortensen 54' Milan Kuljić 89' |       | Elmin Kurbegovic 12' Daniel Mobäck 26' 55' Joakim Sjöhage 50' | Gundadalur, Tórshavn rozhodčí: Murray |

| 28. 6. 2008 15:30 CET                                   |       |                                          |                                       |
| IF Elfsborg                                             | 0 - 0 | Havnar Bóltfelag                         | Borås Arena, Borås rozhodčí: Buttimer |
| Stefan Ishizaki 65' Abbas Hassan 65' Mathias Florén 68' |       | Milan Kuljic 45+1' Kári Nielsen 73', 75' | Borås Arena, Borås rozhodčí: Buttimer |

| 21. 6. 2008 20:00 CET |       |                                                            |                                          |
| Bohemians | 5 - 1 | Rhyl FC                                                    | Dalymount Park, Dublin rozhodčí: Heitala |
| John Paul Kelly 34' Killian Brennan 48' Jason Byrne 51' Owen Heary 59' Killian Brennan 63' (pen) Neale Fenn 71' Glen Crowe 80' |       | James Brewerton 12' Mark Connelly 25' Lee Mark Kendall 63' | Dalymount Park, Dublin rozhodčí: Heitala |

| 28. 6. 2008 15:30 CET                                 |       |                                                                                  |                                    |
| Rhyl FC                                               | 2 - 4 | Bohemians                                                                        | Belle Vue, Rhyl rozhodčí: Kulbakov |
| John Gann 31' Mark Connelly 33' Mark Connelly 37' 41' |       | Stephen O'Donnell 29' Jason Byrne 32' (pen) Jason McGuiness 34' Harpal Singh 42' | Belle Vue, Rhyl rozhodčí: Kulbakov |

| 21. 6. 2008 16:00 CET                                          |       |                                                                               |                                              |
| Lisburn Distillery                                             | 2 - 3 | TPS Turku                                                                     | The Showgrounds, Ballymena rozhodčí: Wouters |
| Wayne Buchanan 28' Darren Armour 42' Darren Armour 90+2' (pen) |       | Aristides Pertot 68' Mika Ääritalo 76' Aristides Pertot 88' Mika Ääritalo 89' | The Showgrounds, Ballymena rozhodčí: Wouters |

| 29. 6. 2008 17:30 CET                                                        |       |                                         |                                             |
| TPS Turku                                                                    | 3 - 1 | Lisburn Distillery                      | Veritas stadion, Turku rozhodčí: Malžinskas |
| Mikko Paatelainen 19' Mika Ääritalo 42' Mikko Paatelainen 75' Armand One 86' |       | Darren Armour 20' Gary Browne 84' (pen) | Veritas stadion, Turku rozhodčí: Malžinskas |

| 21. 6. 2008 17:00 CET                   |       |                                                                |                                                |
| FK Rīga                                 | 1 - 2 | Fylkir                                                         | Daugavas stadions, Liepāja rozhodčí: Edvartsen |
| Jevgeni Novikov 76' Igors Korablovs 78' |       | Valur Gíslason 26' Peter Gravesen 41' Peter Gravesen 70' (pen) | Daugavas stadions, Liepāja rozhodčí: Edvartsen |

| 29. 6. 2008 18:00 CET      |       |                                                                                   |                                                  |
| Fylkir                     | 0 - 2 | FK Rīga                                                                           | Laugardalsvöllur, Reykjavík rozhodčí: van Boekel |
| Andres Mar Johannesson 71' |       | Mindaugas Kalonas 7' 73' Ivan Špakov 40' Roberts Mezeckis 76' Andrei Agafonov 89' | Laugardalsvöllur, Reykjavík rozhodčí: van Boekel |

### Druhé kolo
První zápasy se hrály 5. a 6. července 2008 a druhé 12. a 13. července 2008.
| 5.7.2008 20:00 CET |       |                                                                                         |                                                      |
| Černomorec Burgas | 1 - 1 | ND Gorica                                                                               | Vasil Levski National Stadium, Sofie rozhodčí: Kenan |
| Tsvetomir Tsonkov 40' Michel Platini Mesquita 63' L.Mesias Dos Santos 74' Michel Platini Mesquita 77' Vanco Trajanov 81' |       | Aris Zarifovič 8' Milan Osterc 57' Gzim Rexhay 58' Vasja Šimčič 67' Etien Velikonja 78' | Vasil Levski National Stadium, Sofie rozhodčí: Kenan |

| 12.7.2008 20:00 CET                     |       | |                                            |
| ND Gorica                               | 0 - 2 | Černomorec Burgas                                                                                              | Športni Park, Nova Gorica rozhodčí: Borski |
| Goran Cvijanovič 15' Enes Demirović 78' |       | Georgi Karakanov 18' Šener Hjusein 55' (pen) Stefan Trajkov 62' Trajan Diankov 78' Michel Platini Mesquita 86' | Športni Park, Nova Gorica rozhodčí: Borski |

| 5.7.2008 18:00 CET                                                                                           |       |                                                                                             |                                 |
| FK Grbalj | 2 - 2 | Sivasspor                                                                                   | Gradski, Niksić rozhodčí: Sousa |
| Gavrilo Petrović 17' Ivica Francisković 23' 34' Goran Grujić 38' Igor Radusinović 59' Ivica Francisković 60' |       | Mehmet Yıldız 14' Akin Vardar 30' Mehmet Yıldız 31' 39' Onur Tuncer 60' Ibrahim Dagasan 83' | Gradski, Niksić rozhodčí: Sousa |

| 13.7.2008 18:00 CET             |       |                                                                                    |                   |
| Sivasspor                       | 1 - 0 | FK Grbalj                                                                          | rozhodčí: Iščenko |
| Aytaç Ak 31' Mamadou Diallo 83' |       | Igor Radusinovic 30' Marko Kašalica 40' Dragan Bošković 54' Kristijan Krstovic 90' | rozhodčí: Iščenko |

| 5.7.2008 18:00 CET  |       |                                                         |                                     |
| Grasshoppers        | 2 - 1 | KS Besa Kavajë                                          | Niedermatten, Wohlen rozhodčí: Jech |
| Senad Lulić 66' 79' |       | Maringlen Šoši 32' Herby Fortunat 70' 83' Agim Meto 87' | Niedermatten, Wohlen rozhodčí: Jech |

| 12.7.2008 17:30 CET                                                           |       |                                                                   |                                          |
| KS Besa Kavajë                                                                | 0 - 3 | Grasshoppers                                                      | Niko Dovana, Durres rozhodčí: Constantin |
| Veroljub Salatić 28' Kay Voser 45+1' Samel Sabanović 54' 68' Steven Zuber 86' |       | Andi Lila 34' Artan Sakaj 38' Liridon Leci 45+1' Enkel Alikaj 76' | Niko Dovana, Durres rozhodčí: Constantin |

| 6.7.2008 18:00 CET                                                                |       |                                                          |                                         |
| FK Renova                                                                         | 1 - 2 | Bnei Sakhnin                                             | Gradski, Skopje rozhodčí: Strömbergsson |
| Genc Iseni 13' Agron Memedi 47' Vladimir Despotovski 61' Besart Ibraimi 65' 90+2' |       | Khaled Khalaila 37' 41' Abed Rabbah 64' Hilal Klaila 80' | Gradski, Skopje rozhodčí: Strömbergsson |

| 12.7.2008 19:00 CET                   |       |                                                                           |                                     |
| Bnei Sakhnin                          | 1 - 0 | FK Renova                                                                 | Kiryat Eliazer, Haifa rozhodčí: Vad |
| Hamad Ganayem 17' Khaled Khalaila 59' |       | Zvonimir Stanković 49' Igorce Stojanov 66' Vulnet Emini 74' ljber Ali 89' | Kiryat Eliazer, Haifa rozhodčí: Vad |

| 6.7.2008 16:30 CET                                                                        |       |                                                                    |                                      |
| OFK Bělehrad                                                                              | 1 - 0 | Panionios                                                          | Omladinski, Bělehrad rozhodčí: Gräfe |
| Nenad Krstićić 13' Andrija Kaludjerović 69' Novica Milenović 90+2' Branko Lazarević 90+3' |       | Bennard Kumordzi 33' Ivica Majstorović 45+1' Grigorios Makos 90+4' | Omladinski, Bělehrad rozhodčí: Gräfe |

| 13.7.2008 18:00 CET |       |                                                                  |                                   |
| Panionios | 3 - 1 | OFK Bělehrad                                                     | Panionios, Athény rozhodčí: Kever |
| Georgios Barkoglou 37' Fousseni Diawara 41' Lampros Choutos 44' Manolis Scoufalis 57' Lampros Choutos 63' (pen) Evangelos Koutsopoulos 80' |       | Branko Lazarević 41' Beljic Nikola 47' William A.De Oliveira 54' | Panionios, Athény rozhodčí: Kever |

| 5.7.2008 20:00 CET                 |       | |                                                 |
| KFC GB                             | 1 - 1 | Neftči Baku                                                                                               | Olympisch Stadion, Antwerpy rozhodčí: Filipović |
| Daniel Cruz 18' King Osei Gyan 54' |       | Giorgi Adamia 27' Rašad A. Sadygov 42' Aleksandr Čertoganov 61' Volodimir Olefir 62' Vladimir Micović 89' | Olympisch Stadion, Antwerpy rozhodčí: Filipović |

| 12.7.2008 18:00 CET                      |       |                                          |                                                             |
| Neftči Baku                              | 1 - 0 | KFC GB                                   | Tofič Bačramov-Republic Stadium, Baku rozhodčí: Clattenburg |
| Elnur Allahverdijev 57' Rail Melikov 81' |       | Khalilou Fadiga 81' Sanharib Malki 90+2' | Tofič Bačramov-Republic Stadium, Baku rozhodčí: Clattenburg |

| 5.7.2008 16:00 CET                                                 |       |                                            |                                               |
| Saturn                                                             | 7 - 0 | Etzella                                    | Saturn stadium, Ramenskoje rozhodčí: Trifonos |
| Dmitrij Kiričenko 1' 34' 70' 71' Marko Topić 18' Alexej Ivanov 65' |       | Claudio Da Luz 12' (vl.) Claude Reiter 12' | Saturn stadium, Ramenskoje rozhodčí: Trifonos |

| 13.7.2008 18:00 CET                                       |       |                                                              |                                                 |
| Etzella                                                   | 1 - 1 | Saturn                                                       | Stade Josy Barthel, Lucemburk rozhodčí: Rogalla |
| Charles Leweck 27' Claudio Da Luz 70' Carlos Ferreira 76' |       | Alexandr Sapeta 76' Leonid Kovel 77' Lopez Montero Pires 88' | Stade Josy Barthel, Lucemburk rozhodčí: Rogalla |

| 5.7.2008 19:00 CET  |       |          |                                      |
| FC Tiraspol         | 0 - 0 | Tavarija | Sheriff, Tiraspol rozhodčí: Georgiev |
| Iuri Bondarciuc 63' |       |          | Sheriff, Tiraspol rozhodčí: Georgiev |

| 13.7.2008 18:00 CET                                               |       |                                       |                                           |
| Tavarija                                                          | 3 - 1 | FC Tiraspol                           | Lokomotiv, Simferopol rozhodčí: Hermansen |
| Zeljko Ljubenović 10' Volodimir Homenjuk 45+1' Vasil Gigiadze 51' |       | Stas Solodeać 55' Vitalie Bulat 90+1' | Lokomotiv, Simferopol rozhodčí: Hermansen |

| 5.7.2008 17:00 CET                       |       |                                          |                                             |
| Sturm Graz                               | 2 - 0 | Šachťor Soligorsk                        | UPC-Arena, Štýrský Hradec rozhodčí: Kovařík |
| Ferdinand Feldhofer 38' Mario Kienzl 55' |       | Maxim Gukailo 51' Georgij Šašiašvili 76' | UPC-Arena, Štýrský Hradec rozhodčí: Kovařík |

| 13.7.2008 17:00 CET  |       |                        |                                         |
| Šachťor Soligorsk    | 0 - 0 | Sturm Graz             | Stroitel, Soligorsk rozhodčí: Atkinskon |
| Mario Sonnleitner 2' |       | Sergej Nikiforenko 24' | Stroitel, Soligorsk rozhodčí: Atkinskon |

| 5.7.2008 18:00 CET   |       | |                                         |
| FK Teplice           | 1 - 3 | Honvéd | Na Stínadlech, Teplice rozhodčí: Kaasik |
| Petr Lukáš 58' 90+2' |       | Vincze Zoltan 10' Zoltán Hercegfalvi 35' Guie Gneki Abraham 81' Zoltán Hercegfalvi 90' Angoua Brou Benjamin 90+1' Dieng Cheikh Abass 90+4' | Na Stínadlech, Teplice rozhodčí: Kaasik |

| 12.7.2008 18:00 CET                          |       |                                |                                              |
| Honvéd                                       | 0 - 2 | FK Teplice                     | József Bozsik, Budapešť rozhodčí: Hinriksson |
| Angoua Brou Benjamin 69' Vincze Zoltan 90+2' |       | Tomáš Jun 68' Antonín Rosa 71' | József Bozsik, Budapešť rozhodčí: Hinriksson |

| 6.7.2008 17:30 CET                                                  |       |                                       |                                          |
| TPS                                                                 | 1 - 2 | Odense                                | Veritas Stadion, Turku rozhodčí: Sipailo |
| Armand One 37' Jarno Heinikangas 68' Armand One 81' Urmas Rooba 84' |       | Baye Djiby Fall 5' Chris Sørensen 84' | Veritas Stadion, Turku rozhodčí: Sipailo |

| 13.7.2008 18:00 CET         |       |                      |                                        |
| Odense                      | 2 - 0 | TPS                  | Fionia Park, Odense rozhodčí: Zacharov |
| Baye Djiby Fall 21' 43' 52' |       | Aristides Pertot 40' | Fionia Park, Odense rozhodčí: Zacharov |

| 6.7.2008 16:00 CET |       |                                         |                                            |
| Hibernian          | 0 - 2 | IF Elfsborg                             | Easter Road, Edinburgh rozhodčí: Toussaint |
|                    |       | Emir Bajrami 17' Andreas Augustsson 65' | Easter Road, Edinburgh rozhodčí: Toussaint |

| 12.7.2008 15:30 CET                 |       |           |                                        |
| IF Elfsborg                         | 2 - 0 | Hibernian | Borås Arena, Borås rozhodčí: Strahonja |
| Mathias Florén 20' Emir Bajrami 80' |       |           | Borås Arena, Borås rozhodčí: Strahonja |

| 6.7.2008 16:00 CET                                                                         |       |                                                                         |                                                  |
| Ekranas                                                                                    | 1 - 3 | Rosenborg                                                               | Aukštaitija Stadium, Panevėžys rozhodčí: McCourt |
| Egidijus Varnas 14' Valdas Trakys 21' Laurynas Rimavicius 33' (vl) Laurynas Rimavicius 44' |       | Roar Strand 12' Rune Jarstein 39' Fredrik Stoor 63' Yssouf Koné 66' 67' | Aukštaitija Stadium, Panevėžys rozhodčí: McCourt |

| 13.7.2008 16:00 CET                                           |       |                |                                        |
| Rosenborg                                                     | 4 - 0 | Ekranas        | Lerkendal, Trondheim rozhodčí: Gulijev |
| Didier Ya Konan 16' Steffen Iversen 48' Yssouf Koné 52' 90+2' |       | Taavi Rähn 14' | Lerkendal, Trondheim rozhodčí: Gulijev |

| 6.7.2008 17:00 CET   |       |                |                                             |
| FK Rīga              | 1 - 0 | Bohemians      | Daugavas stadions, Liepaja rozhodčí: Krajnc |
| Valērijs Ļeonovs 45' |       | Liam Burns 47' | Daugavas stadions, Liepaja rozhodčí: Krajnc |

| 12.7.2008 20:00 CET                                                                                   |       |                                                                                          |                                           |
| Bohemians                                                                                             | 2 - 1 | FK Rīga                                                                                  | Dalymount Park, Dublin rozhodčí: Sandmoen |
| Jason McGuiness 20' Liam Burns 81' Killian Brennan 90' (pen) Owen Heary 90+2' Stephen O'Donnell 90+3' |       | Valērijs Ļeonovs 18' Dimitrijs Halvitovs 33' Grigori Chirkin 63' 65' Gints Freimanis 81' | Dalymount Park, Dublin rozhodčí: Sandmoen |

### Třetí kolo
První zápasy se hrály 19. a 20. července 2008 a druhé 26. a 27. července 2008
| 19.7.2008 19:00 CET                       |       |                                                                       |                                         |
| Bnei Sakhnin                              | 1 - 2 | Deportivo La Coruña                                                   | Kiryat Eliazer, Haifa rozhodčí: Fautrel |
| Bassam Ghanayim 59' Paty Yeye Lenkebe 59' |       | Juan R.Villanueva 50' Angel Lafita 54' Riki 57'Francisco J.Tejada 82' | Kiryat Eliazer, Haifa rozhodčí: Fautrel |

| 26.7.2008 21:00 CET                          |       |                                           |                                     |
| Deportivo La Coruña                          | 1 - 0 | Bnei Sakhnin                              | Riazor, La Coruña rozhodčí: Nijhuis |
| Filipe Kasmirski 32' Juan Carlos Valerón 39' |       | 22' Paty Yeye Lenkebe 31' Khaled Khalaila | Riazor, La Coruña rozhodčí: Nijhuis |

| 20.7.2008 18:00 CET                                                |       |                                                                    |                                   |
| Panionios                                                          | 0 - 1 | SSC Neapol                                                         | Panionios, Athény rozhodčí: Gomes |
| Manolis Scoufalis 32' Dimitrios Kiliaras 55' Grigorios Makos 90+1' |       | Mariano A.Bogliacino 31' Luigi Vitale 69' Leandro Rinaudo 65', 77' | Panionios, Athény rozhodčí: Gomes |

| 26.7.2008 18:00 CET                                 |       |                                                                  |                                       |
| SSC Neapol                                          | 1 - 0 | Panionios                                                        | San Paolo, Neapol rozhodčí: Fernandez |
| Manuele Blasi 44' Marek Hamšík 65' Marek Hamšík 74' |       | 36' Bennard Kumordzi 60' Matthias Langkamp 67' Georgios Tzavelas | San Paolo, Neapol rozhodčí: Fernandez |

| 20.7.2008 18:00 CET                                                                                            |       |                              |                                   |
| Sivasspor | 0 - 2 | Braga                        | 4 Eylül, Sivas rozhodčí: McDonald |
| Yerlikaya Hayrettin 13' Kanfory Sylla 31' Mehmet Yıldız 55' Mamadou Diallo 74' Onur Tuncer 81' Faruk Bayar 81' |       | Roland Linz 45+1' Moisés 78' | 4 Eylül, Sivas rozhodčí: McDonald |

| 26.7.2008 20:00 CET                                                                       |       |                                                                                        |                                        |
| Braga                                                                                     | 3 - 0 | Sivasspor                                                                              | Městský stadion, Braga rozhodčí: Brych |
| Wender 28' Matheus 45' Frechaut 46' Roland Linz 57' Luis Bernardo Aguiar Burgos 70' (pen) |       | 26' Kanfory Sylla 39' Pini Balali 65' Mamadou Diallo 72' Hervé Tum 81' Murat Sözgelmez | Městský stadion, Braga rozhodčí: Brych |

| 19.7.2008 17:45 CET                                         |       |                         |                                      |
| Grasshoppers                                                | 3 - 0 | Černomorec              | Letzigrund, Curych rozhodčí: Lendetu |
| Veroljub Salatić 21' Gonzalo Zarate 41' Samel Sabanović 80' |       | Adalton Luis Juvenal 6' | Letzigrund, Curych rozhodčí: Lendetu |

| 26.7.2008 19:45 CET                                                                              |       |                                                             |                                                    |
| Černomorec                                                                                       | 0 - 1 | Grasshoppers                                                | Georgi Asparuhov Stadium, Sofie rozhodčí: Skjerven |
| Trajan Diankov 22' Cvetomir Conkov 45' Nikolaj Krastěv 57' Martin Kovačev 71' Stefan Trajkov 84' |       | 53' Raúl Bobadilla 57' Raúl Bobadilla 75' Guillermo Vallori | Georgi Asparuhov Stadium, Sofie rozhodčí: Skjerven |

| 19.7.2008 16:00 CET  |       |                                      |                                        |
| Saturn               | 1 - 0 | Stuttgart                            | Saturn, Ramenskoje rozhodčí: Rasmussen |
| Dmitrij Kiričenko 4' |       | Danijel Ljuboja 24' Serdar Tasci 89' | Saturn, Ramenskoje rozhodčí: Rasmussen |

| 27.7.2008 18:00 CET                                                                        |            |                                                                                     |                                                       |
| Stuttgart                                                                                  | 3 - 0 (pp) | Saturn                                                                              | Gottlieb-Daimler Stadium, Stuttgart rozhodčí: Vázquez |
| Matthieu Delpierre 65' Jan Šimák 80' Jan Šimák 82' Ciprian Marica 107' Ciprian Marica 110' |            | 32' Luiz Ricardo Da Silva 49' Alexej Igonine 70' Andrej Karjaka 102' Vadim Jevsejev | Gottlieb-Daimler Stadium, Stuttgart rozhodčí: Vázquez |

| 19.7.2008 18:00 CET |       |                                                                                     |                                                           |
| Neftči Baku | 2 - 1 | FC Vaslui                                                                           | Tofich Bachramov-Republic Stadium, Baku rozhodčí: Jegorov |
| Oleh Herasjumjuk 27' Volodimir Olefir 41' Rašad A.Sadygov 51' Aleksandr Čertoganov 59' Rašad A.Sadygov 87' Ruslan Abušev 88' |       | Bogdan C.Buhusi 9' Stanislav Genčev 29' Silviu Balace 22', 68' Adrian Gheorghiu 82' | Tofich Bachramov-Republic Stadium, Baku rozhodčí: Jegorov |

| 26.7.2008 18:30 CET                                                        |       |                                                                                      |                                                 |
| FC Vaslui                                                                  | 2 - 0 | Neftči Baku                                                                          | Městský stadion, Vaslui rozhodčí: Schörgenhofer |
| Lucian Burdujan 30' Mike Temwanjera 38' Marian Aliuta 44' Gabriel Canu 80' |       | 52' Rašad F. Sadygov 75' Elnur Allahverdijev 81' Oleh Herasjumjuk 87' Nazar Bajramov | Městský stadion, Vaslui rozhodčí: Schörgenhofer |

| 19.7.2008 19:00 CET |       |                     |                                             |
| Rennais             | 1 - 0 | Simferopol          | Route de Lorient, Rennais rozhodčí: Rizzoli |
| Rod Fanni 88' 90+2' |       | Vidas Alunderis 83' | Route de Lorient, Rennais rozhodčí: Rizzoli |

| 26.7.2008 18:00 CET                                      |             |                                                                              |                                             |
| Simferopol                                               | 1 - 1 (pen) | Rennais                                                                      | Lokomotiv, Simferopol rozhodčí: Johannesson |
| Pawel Hajduczek 63' Vasil Gigiadze 71' Denys Golaydo 75' |             | 41' Daniel Moreira 90+3' Fabien Lemoine 101' Romain Danzé 113' Mickaël Pagis | Lokomotiv, Simferopol rozhodčí: Johannesson |

| |        | Penaltový rozstřel |  |
| Illia Galiuza Denys Golaydo Andrij Doněc Vasil Gigiadze Željko Ljubenović Andrij Zborovsky Taras Ilnyckyj Vidas Alunderis Pawel Hajduczek Olexandr Kovpak Andrii Dykan Illia Galiuza | 9 - 10 | Jérôme Leroy Mickaël Pagis Olivier Thomert Fabien Lemoine Petter Hansson Olivier Sorlin Rod Fanni Romain Danzé Elderson Uwa Echiejile Bira Dembele Nicolas Douchez Jérôme Leroy |  |

| 18.7.2008 18:00 CET |       |        |                                             |
| Sturm Graz          | 0 - 0 | Honvéd | UPC-Arena, Štýrský Hradec rozhodčí: Kuipers |
|                     |       |        | UPC-Arena, Štýrský Hradec rozhodčí: Kuipers |

| 26.7.2008 20:00 CET |       |                                    |                                         |
| Honvéd | 1 - 2 | Sturm Graz                         | József Bozsik, Budapešť rozhodčí: Kelly |
| Mico Smiljanic 8' Edouard NDJodo 12' Tamas Filo 38' Béla Maroti 45' Balázs Rabóczki 63' Ákos Takács 73' Vincze Zoltan 90+2' |       | 72' Daniel Beichler 77' Mario Haas | József Bozsik, Budapešť rozhodčí: Kelly |

| 19.7.2008 19:30 CET               |       |                      |                                    |
| NAC                               | 1 - 0 | Rosenborg            | My Com, Breda rozhodčí: Paniašvili |
| Matthew Amoah 19' Rob Penders 87' |       | Alexander Tettey 89' | My Com, Breda rozhodčí: Paniašvili |

| 27.7.2008 15:45 CET                                                |       |                                                                           |                                      |
| Rosenborg                                                          | 2 - 0 | NAC                                                                       | Lerkendal, Trondheim rozhodčí: Balaj |
| Fredrik Stoor 34' Steffen Iversen 50' (pen) Vadim Demidov 92', 93' |       | 37' Anthony Lurling 51' Patrick Zwaanswijk 64' Ahmed Ammi 71' Ronnie Stam | Lerkendal, Trondheim rozhodčí: Balaj |

| 19.7.2008 20:05 CET        |       |                                                                                          |                                        |
| Odense                     | 2 - 2 | Aston Villa                                                                              | Fionia Park, Odense rozhodčí: De Marco |
| Anders Christensen 86' 90' |       | 7' John Carew 25' (vl.) Steve Sidwell 29' John Carew 32' Ashley Young 76' Martin Laursen | Fionia Park, Odense rozhodčí: De Marco |

| 26.7.2008 18:15 CET |       |                      |                                        |
| Aston Villa         | 1 - 0 | Odense               | Villa Park, Birmingham rozhodčí: Cakir |
| Ashley Young 50'    |       | 58' Johan Absalonsen | Villa Park, Birmingham rozhodčí: Cakir |

| 19.7.2008 15:30 CET |       |         |                                            |
| Elfsborg            | 1 - 0 | FK Rīga | Borås Arena, Borås rozhodčí: Oleg Oriechov |
| Denni Avdic 18'     |       |         | Borås Arena, Borås rozhodčí: Oleg Oriechov |

| 27.7.2008 17:00 CET                              |       |                                        |                                                       |
| FK Rīga                                          | 0 - 0 | Elfsborg                               | Daugavas stadions, Liepāja rozhodčí: Alexej Nikolajev |
| Grigori Chirkin 34' Dimitrijs Halvitovs 45', 84' |       | 54' Martin Andersson 84' Daniel Mobäck | Daugavas stadions, Liepāja rozhodčí: Alexej Nikolajev |